# 레고 미니피겨 (시리즈)
미니피겨는 2010년에 출시된 레고 시리즈로, 수집용 레고 미니피겨 세트이다.
각 시리즈는 16개의 미니피겨로 구성된다. (9개로 구성된 영국 올림픽 대표팀 시리즈, 5000개 한정 황금 피겨가 포함되어 17개로 구성된 시즌 10, 18개로 구성된 레고 디즈니 미니피겨 시리즈 제외)

## 시즌

### 시즌 15
시즌 15(제품번호: 71011)는 영국에서 2015년 12월 5일, 미국에서 2016년 2월 11일 출시되었다. 구성은 다음과 같다.
- 왕비
- 동물 관리사
- 보석 도둑
- 여자 부족원
- 발레리나
- 하늘을 나는 전사
- 파우나
- 무서운 기사
- 레슬링 챔피언
- 상어 복장 남자
- 서툰 남자
- 검도 선수
- 우주비행사
- 레이저 로봇
- 청소부
- 농부

### 레고 디즈니 미니피겨 시리즈
레고 디즈니 미니피겨 시리즈(제품번호: 71012)는 2016년 5월 1일 출시되었다. 구성은 다음과 같다.
- 미키 마우스
- 미니 마우스
- 도널드 덕
- 데이지 덕
- 앨리스
- 체셔 캣
- 알라딘
- 지니
- Mr. 인크레더블
- 신드롬
- 스티치
- 애리얼
- 울슐라
- 피터 팬
- 후크 선장
- 말레피센트
- 버즈 라이트이어
- 에일리언

### 독일 축구 협회 시리즈
독일 축구 협회 독일 축구 국가대표팀 시리즈(제품번호: 71014)는 2016년 5월 독일과 오스트리아, 스위스, 유럽 레고 스토어에서 출시되었다. 구성은 다음과 같다.
- 마누엘 노이어
- 슈코드란 무스타피
- 메수트 외질
- 베네딕트 회베데스
- 마츠 후멜스
- 사미 케디라
- 바스티안 슈바인슈타이거
- 안드레 쉬를레
- 토마스 뮐러
- 제롬 보아텡
- 토니 크로스
- 마리오 괴체
- 크리스토프 크라머
- 마르코 로이스
- 막스 크루제
- 요아힘 뢰프 (감독)

### 시즌 16
- 바나나가이
- 복싱선수
- 해적
- 얼음여왕
- 등산객
- 로빈후드?
- 신밧드
- 마리아치
- 베이비시터
- 꼬마악마
- 펭권
- 애완견 대회 우승자

### 레고 배트맨 무비
- 배트맨
- 조커
- 슈퍼맨

### 레고 무비
- 에밋
- 와일드스타일
- 배트맨
- 베니
- 유니키티
- 로드 비즈니스
- 경찰
- 비트루비우스
- 지멋대로 여왕
- 바나나
- 아이스크림
- 양철로봇
- 강철수염
- 그린 랜턴
- 슈퍼맨
- 뱀파이어
- 공주
- 듀플로
- 어마무시 장군
- 초콜릿
- 원더우먼(레고프렌드)]]
- 원더우먼
- 부루스
- 레고프렌즈들